# Screen Actors Guild Awards 2022
Die 28. Verleihung der US-amerikanischen Screen Actors Guild Awards (englisch 28th Screen Actors Guild Awards), die die Screen Actors Guild (seit 2013 SAG-AFTRA) jedes Jahr in den Bereichen Film (6 Kategorien) und Fernsehen (9 Kategorien) vergibt, fand am 27. Februar 2022 im Barker Hangar auf dem Santa Monica Municipal Airport im kalifornischen Santa Monica statt. Die so genannten SAG Awards ehrten, im Gegensatz beispielsweise zum Golden Globe Award, nur Film-, Fernseh- und Ensembleschauspieler sowie Stuntleute und gelten als Gradmesser für die bevorstehende Oscar-Verleihung. Gekürt wurden die Sieger von den Mitgliedern der Screen Actors Guild, der man angehören muss, um in den Vereinigten Staaten als Schauspieler zu arbeiten.
Die Nominierten waren am 12. Januar 2022 über Instagram von den Schauspielerinnen Rosario Dawson und Vanessa Hudgens bekanntgegeben worden. In den Vereinigten Staaten wurde die Verleihung live von den Kabelsendern TNT und TBS gezeigt. Wie im Vorjahr gab es keinen festen Moderator.
Für ihr Lebenswerk wurde die britische Schauspielerin Helen Mirren gewürdigt.

## Gewinner und Nominierte im Bereich Film
| Film                 | N | A |
| -------------------- | - | - |
| House of Gucci       | 3 | 0 |
| The Power of the Dog | 3 | 0 |
| Coda                 | 2 | 2 |
| King Richard         | 2 | 1 |
| Being the Ricardos   | 2 | 0 |
| Belfast              | 2 | 0 |

### Bester Hauptdarsteller
Will Smith – King Richard
Javier Bardem – Being the Ricardos
Benedict Cumberbatch – The Power of the Dog
Andrew Garfield – Tick, Tick… Boom!
Denzel Washington – Macbeth (The Tragedy of Macbeth)

### Beste Hauptdarstellerin
Jessica Chastain – The Eyes of Tammy Faye
Olivia Colman – Frau im Dunkeln (The Lost Daughter)
Lady Gaga – House of Gucci
Jennifer Hudson – Respect
Nicole Kidman – Being the Ricardos

### Bester Nebendarsteller
Troy Kotsur – Coda
Ben Affleck – The Tender Bar
Bradley Cooper – Licorice Pizza
Jared Leto – House of Gucci
Kodi Smit-McPhee – The Power of the Dog

### Beste Nebendarstellerin
Ariana DeBose – West Side Story
Caitriona Balfe – Belfast
Cate Blanchett – Nightmare Alley
Kirsten Dunst – The Power of the Dog
Ruth Negga – Seitenwechsel (Passing)

### Bestes Schauspielensemble in einem Film
Coda

Eugenio Derbez, Daniel Durant, Emilia Jones, Troy Kotsur, Marlee Matlin und Ferdia Walsh-Peelo
Belfast
Caitriona Balfe, Judi Dench, Jamie Dornan, Jude Hill, Ciarán Hinds und Colin Morgan
Don’t Look Up
Cate Blanchett, Timothée Chalamet, Leonardo DiCaprio, Ariana Grande, Jonah Hill, Jennifer Lawrence, Melanie Lynskey, Scott Mescudi, Rob Morgan, Himesh Patel, Ron Perlman, Tyler Perry, Mark Rylance und Meryl Streep
House of Gucci
Adam Driver, Lady Gaga, Salma Hayek, Jack Huston, Jeremy Irons, Jared Leto und Al Pacino
King Richard
Jon Bernthal, Aunjanue Ellis, Tony Goldwyn, Saniyya Sidney, Demi Singleton und Will Smith

### Bestes Stuntensemble in einem Film
Keine Zeit zu sterben (No Time to Die)
Black Widow
Dune
Matrix Resurrections (The Matrix Resurrections)
Shang-Chi and the Legend of the Ten Rings

## Gewinner und Nominierte im Bereich Fernsehen
| Serie/Film                                | N | A |
| ----------------------------------------- | - | - |
| Ted Lasso                                 | 5 | 2 |
| Succession                                | 5 | 1 |
| Squid Game                                | 4 | 3 |
| Mare of Easttown                          | 4 | 1 |
| The Morning Show                          | 4 | 0 |
| Only Murders in the Building              | 3 | 0 |
| Hacks                                     | 2 | 1 |
| The Great                                 | 2 | 0 |
| The Handmaid’s Tale – Der Report der Magd | 2 | 0 |
| The Kominsky Method                       | 2 | 0 |
| The White Lotus                           | 2 | 0 |

### Bester Darsteller in einem Fernsehfilm oder Miniserie
Michael Keaton – Dopesick
Murray Bartlett – The White Lotus
Oscar Isaac – Scenes from a Marriage
Ewan McGregor – Halston
Evan Peters – Mare of Easttown

### Beste Darstellerin in einem Fernsehfilm oder Miniserie
Kate Winslet – Mare of Easttown
Jennifer Coolidge – The White Lotus
Cynthia Erivo – Genius (Genius: Aretha)
Margaret Qualley – Maid
Jean Smart – Mare of Easttown

### Bester Darsteller in einer Dramaserie
Lee Jung-jae – Squid Game (오징어 게임 / Ojingeo Game)
Brian Cox – Succession
Billy Crudup – The Morning Show
Kieran Culkin – Succession
Jeremy Strong – Succession

### Beste Darstellerin in einer Dramaserie
Jung Ho-yeon – Squid Game (오징어 게임 / Ojingeo Game)
Jennifer Aniston – The Morning Show
Elisabeth Moss – The Handmaid’s Tale – Der Report der Magd (The Handmaid’s Tale)
Sarah Snook – Succession
Reese Witherspoon – The Morning Show

### Bester Darsteller in einer Comedyserie
Jason Sudeikis – Ted Lasso
Michael Douglas – The Kominsky Method
Brett Goldstein – Ted Lasso
Steve Martin – Only Murders in the Building
Martin Short – Only Murders in the Building

### Beste Darstellerin in einer Comedyserie
Jean Smart – Hacks
Elle Fanning – The Great
Sandra Oh – Die Professorin (The Chair)
Juno Temple – Ted Lasso
Hannah Waddingham – Ted Lasso

### Bestes Schauspielensemble in einer Dramaserie
Succession

Hiam Abbass, Nicholas Braun, Juliana Canfield, Brian Cox, Kieran Culkin, Dagmara Domińczyk, Peter Friedman, Jihae Kim, Justine Lupe, Matthew Macfadyen, Dasha Nekrasova, Scott Nicholson, David Rasche, Alan Ruck, J. Smith-Cameron, Sarah Snook, Fisher Stevens, Jeremy Strong und Zoë Winters
The Handmaid’s Tale – Der Report der Magd (The Handmaid’s Tale)
Alexis Bledel, Madeline Brewer, Amanda Brugel, Ann Dowd, O. T. Fagbenle, Joseph Fiennes, Sam Jaeger, Max Minghella, Elisabeth Moss, Yvonne Strahovski, Bradley Whitford und Samira Wiley
The Morning Show
Jennifer Aniston, Shari Belafonte, Eli Bildner, Nestor Carbonell, Steve Carell, Billy Crudup, Mark Duplass, Amber Friendly, Janina Gavankar, Valeria Golino, Tara Karsian, Hannah Leder, Greta Lee, Julianna Margulies, Joe Marinelli, Michelle Meredith, Ruairi O’Connor, Joe Pacheco, Karen Pittman, Victoria Tate, Desean Terry und Reese Witherspoon
Squid Game (오징어 게임 / Ojingeo Game)
Heo Sung-tae, Jun Young-soo, Jung Ho-yeon, Kim Joo-ryoung, Lee Byung-hun, Lee Jung-jae, Oh Young-soo, Park Hae-soo, Anupam Tripathi und Wi Ha-joon
Yellowstone
Kelsey Asbille, Wes Bentley, Ryan Bingham, Gil Birmingham, Ian Bohen, Eden Brolin, Kevin Costner, Hugh Dillon, Luke Grimes, Hassie Harrison, Cole Hauser, Jennifer Landon, Finn Little, Brecken Merrill, Will Patton, Piper Perabo, Kelly Reilly, Denim Richards, Taylor Sheridan, Forrie J. Smith und Jefferson White

### Bestes Schauspielensemble in einer Comedyserie
Ted Lasso

Annette Badland, Kola Bokinni, Phil Dunster, Cristo Fernández, Brett Goldstein, Brendan Hunt, Toheeb Jimoh, Nick Mohammed, Sarah Niles, Jason Sudeikis, Jeremy Swift, Juno Temple und Hannah Waddingham
The Great
Julian Barratt, Belinda Bromilow, Sacha Dhawan, Elle Fanning, Phoebe Fox, Bayo Gbadamosi, Adam Godley, Douglas Hodge, Nicholas Hoult, Florence Keith-Roach, Gwilym Lee und Charity Wakefield
Hacks
Rose Abdoo, Carl Clemons-Hopkins, Paul W. Downs, Hannah Einbinder, Mark Indelicato, Poppy Liu, Christopher McDonald, Jean Smart und Megan Stalter
The Kominsky Method
Jenna Lyng Adams, Sarah Baker, Casey Thomas Brown, Michael Douglas, Lisa Edelstein, Ashleigh LaThrop, Emily Osment, Haley Joel Osment, Paul Reiser, Graham Rogers, Melissa Tang und Kathleen Turner
Only Murders in the Building
Aaron Dominguez, Selena Gomez, Jackie Hoffman, Jayne Houdyshell, Steve Martin, Amy Ryan und Martin Short

### Bestes Stuntensemble in einer Fernsehserie
Squid Game (오징어 게임 / Ojingeo Game)
Cobra Kai
The Falcon and the Winter Soldier
Loki
Mare of Easttown

## Preis für das Lebenswerk
Helen Mirren